# Hister mazuri
Hister mazuri är en skalbaggsart som beskrevs av Kapler 1997. Hister mazuri ingår i släktet Hister och familjen stumpbaggar. Inga underarter finns listade i Catalogue of Life.